# 藤原隆季
藤原 隆季（ふじわら の たかすえ）は、平安時代後期の公卿。中納言・藤原家成の長男。官位は正二位・権大納言。四条または大宮を号す。四条家の祖。

## 生涯
鳥羽院第一の寵臣・藤原家成の嫡男として生まれる。早くから鳥羽院に近習して、長承2年（1133年）、7歳で従五位下に叙せられる。その後、但馬・讃岐・越後・土佐の受領を経て、右兵衛佐、左馬頭を歴任する。保元元年（1156年）7月、保元の乱で戦功を挙げた源義朝が左馬頭に任じられたため、左京大夫に遷る。保元3年（1158年）従三位に昇り公卿に昇進した。

### 平氏への接近
家成は、平忠盛の正室・藤原宗子（池禅尼）の従兄弟であり、忠盛の嫡子・清盛はしばしば家成の邸に出入りするなど両家の関係は親密だった。隆季も平氏と友好関係を築くことで自らの地位の保全を図ろうとした。隆季の妹は清盛の嫡子・重盛の妻となっていたが、隆季も自らの嫡子・隆房の妻に清盛の娘を迎えた。さらに、清盛の娘・徳子の立后に際して中宮大夫に抜擢されるなど親族同様の待遇を受けた隆季は、応保元年（1161年）に参議となってから、検非違使別当・権中納言・中納言と急速に昇進、仁安3年（1168年）にはついに父の極官を越えて権大納言となった。大国受領系の院近臣でありながら「当世の有識」と称されて実務にもすぐれ、後白河院の執事別当に補されて院中の権を執った。
その間の長寛3年（1163年）、興福寺・延暦寺の抗争事件に際して、議定の場で親平氏の延暦寺を支持したことで興福寺の怒りを買い、放氏される（興福寺の強訴の一環として、氏寺・氏社に不利益をもたらした氏人の追放を興福寺別当から氏長者に通告する、追放が解除されない限り朝廷に出仕できない）、異母弟の成親（母は藤原経忠の女）が後白河院の平氏打倒計画に参加して処刑される（鹿ケ谷の陰謀）などの政治的危機もあったが、平氏との友好関係を維持した隆季の立場が揺らぐことはなかった。

### 治承のクーデターと高倉院政
建春門院の死後、後白河院と清盛の関係は治承3年（1179年）11月、ついに破局を迎えた。清盛は京を軍事的に制圧すると、関白・松殿基房を罷免して追放、39名に及ぶ反平氏公卿・近臣を解官、後白河法皇を鳥羽殿に幽閉して院政を停止した（治承三年の政変）。その中には、清盛の異母弟・平頼盛、娘婿・花山院兼雅も含まれていた。この時、隆季は政変で失脚した大宰大弐・藤原親信の後任として大宰帥に任じられることになり世の非難を浴びた。正帥は「親王任ずる所の官」で権帥・大弐になることが慣例だったためである。加えてこの政変で解任されて事実上の配流となった関白・松殿基房が任命された官職が大宰権帥であり、正帥には権帥となった基房の監視役の意味合いも有していたからである。だが基房が九州に向かう途中で出家して大宰権帥を辞任してしまったために、結局は大宰権帥となることで落ち着いている。いずれにしても平氏の重要拠点である大宰府を任されたことは、隆季に対する清盛の厚い信頼を物語るものといえる。
治承4年（1180年）2月21日、高倉天皇は皇太子・言仁（ときひと）親王に譲位（安徳天皇）、高倉上皇の院政が開始された。隆季は高倉上皇の執事別当となり、3月の厳島御幸にも供奉した。しかし、帰京直後の5月に以仁王による平氏討伐の計画が発覚した（以仁王の挙兵）。以仁王が興福寺へ逃亡したとの報告を受けて27日、高倉院は公卿を召集して対応策を協議させた。興福寺の動きには慎重に対応すべきとの意見が大勢を占める中、隆季は土御門通親と共に興福寺の即時追討と末寺・荘園の没収を強硬に主張して、出席していた九条兼実と激論に及んだ。兼実は日記に「隆季・通親の意見は平家に迎合したもの」と記して非難している。遷都が計画された福原行幸にも高倉院に従って随行するが、高倉上皇の容態悪化・東国の反乱・親平氏の延暦寺の強い要請などにより、11月には平安京還幸となった。翌年正月、高倉上皇は崩御し、隆季は近臣として素服を賜わった。
寿永元年（1182年）、隆季は権大納言・大宰権帥を辞任して出家、元暦2年（1185年）に薨去した。
隆季は一族の六条藤家の影響で和歌にも秀で、『詞花和歌集』（1首）以下の勅撰和歌集に11首が入集している。

## 官歴
※日付＝旧暦
- 長承2年（1133年）
  - 9月18日：蔵人
  - 9月20日：従五位下（中宮・藤原聖子御給）
  - 9月21日： 但馬守
- 長承3年（1134年）
  - 2月22日：右兵衛佐兼任
  - 閏12月5日：従五位上（待賢門院御給）
- 保延2年（1136年）4月7日：正五位下
- 保延3年（1137年）
  - 正月4日：従四位下（鳥羽法皇御給）
  - 正月30日：左馬頭
- 保延4年（1138年）12月29日：讃岐守。左馬頭如元
- 保延6年（1140年）2月26日：正四位下
- 久安2年（1146年）12月29日：越後守。左馬頭如元
- 仁平4年（1154年）
  - 3月11日：左馬頭停任（石清水臨時祭に参勤せず）
  - 5月16日：左馬頭還任
- 久寿2年（1155年）正月28日：土佐守。左馬頭如元
- 保元元年（1156年）7月11日：左京大夫遷任。左馬頭辞任（所望なしといえども、源義朝に譲る）
- 保元3年（1158年）11月26日：従三位
- 永暦2年（1161年）
  - 正月23日：正三位
  - 改元して応保元年9月13日：参議に補任
- 応保2年（1162年）正月27日：讃岐権守兼任
- 永万元年（1165年）8月17日：左兵衛督。検非違使別当
- 永万2年（1166年）
  - 4月6日：右衛門督
  - 6月6日：権中納言。右衛門督如元
  - 6月8日：検非違使別当如元
  - 7月15日：左衛門督
- 仁安2年（1167年）
  - 正月28日：従二位
  - 2月11日：中納言。左衛門督・検非違使別当如元
- 仁安3年（1168年）
  - 7月3日：左衛門督・検非違使別当辞職
  - 7月30日：帯剣を許される
  - 12月13日：権大納言
- 嘉応3年（1171年）正月6日：正二位
- 承安2年（1172年）2月10日：中宮大夫兼任
- 治承2年（1178年）7月4日：中宮大夫辞任（娘の死去）
- 治承3年（1179年）11月20日：大宰権帥兼任
- 治承4年（1180年）2月21日：新院別当
- 養和2年（1182年）
  - 3月：権大納言・大宰権帥を辞任
  - 5月24日：出家（病のため）

## 系譜
- 父：藤原家成
- 母：高階宗章の娘
- 妻：藤原忠隆の娘
  - 長男：藤原隆房（1148-1209）
  - 次男：藤原隆保（1150-?）
  - 三男：藤原隆雅
- 妻：藤原通憲（信西）の娘
  - 男子：藤原隆清
- 生母不明
  - 男子：藤原保実
  - 男子：慶隆
  - 男子：隆円
  - 男子：良雲
  - 男子：円玄
  - 女子：藤原兼房室
  - 女子：一条高能室
  - 女子：藤原泰通室
  - 女子：藤原家光室